# Charles Édouard Guillaume
Charles Édouard Guillaume, švicarski fizik, * 15. februar 1861, Fleurier, Švica, † 13. maj 1938, Sèvres, Francija.
Guillaume je deloval kot direktor Mednarodnega urada za uteži in mere. Leta 1920 je prejel Nobelovo nagrado za fiziko za vloženo delo v točna merjenja v fiziki z odkritjem nepravilnosti v nikljevih jeklenih zlitinah.